# سمور آبی گربه‌ای
سمور آبی گربه‌ای (نام علمی: Lontra felina) نام یک گونه از سرده رودسمورها است.